# Saint-Pierremont (Ardennes)
Pour les articles homonymes, voir Saint-Pierremont.
Saint-Pierremont, également appelée Saint-Pierremont-en-Dieulet, est une commune française, située dans le département des Ardennes en région Grand Est.
Ce petit village est le lieu de naissance de Jean Mabillon, dont les parents travaillaient la terre.

## Géographie
| Oches                       | La Berlière, Beaumont-en-Argonne | Sommauthe       |
| Verrières Brieulles-sur-Bar | Saint-Pierremont                 | Vaux-en-Dieulet |
| Authe Autruche              | Harricourt                       | Bar-lès-Buzancy |

Saint-Pierremont est située sur une petite butte s'élevant à environ 148 mètres. À son pied coule une petite rivière. Ce village est situé à 20 km de Vouziers, la seule agglomération de plus de 1 500 habitants à moins de 30 km. Les grandes villes les plus proches sont Sedan et Charleville-Mézières.

Il existe deux autres communes hommonymes:
- Saint-Pierremont commune de 43 habitants située à une centaine de kilomètres à l'ouest près de Vervins dans le département de l'Aisne
- Saint-Pierremont qui compte 153 habitants située à 200 km au sud-est près de Lunéville dans le département des Vosges

### Hydrographie
La commune est traversée par la ligne de partage des eaux entre  les bassins hydrographiques Rhin-Meuse et Seine-Normandie. Elle est drainée par le ruisseau de Yoncq, le ruisseau de St-Pierremont, le ruisseau la Bièvre, le ruisseau du Pre Charot et le ruisseau de Fontenois,.
Le ruisseau de Yoncq, d'une longueur de 17 km, prend sa source dans la commune  et se jette  dans la Meuse à Mouzon, après avoir traversé six communes. 
Le ruisseau de Saint-Pierremont, d'une longueur de 14 km, prend sa source dans la commune  et se jette  dans la Bar à Authe, après avoir traversé quatre communes. 
La Bièvre, d'une longueur de 12 km, prend sa source dans la commune de La Berlière et se jette  dans la Bar à Brieulles-sur-Bar, après avoir traversé cinq communes. 

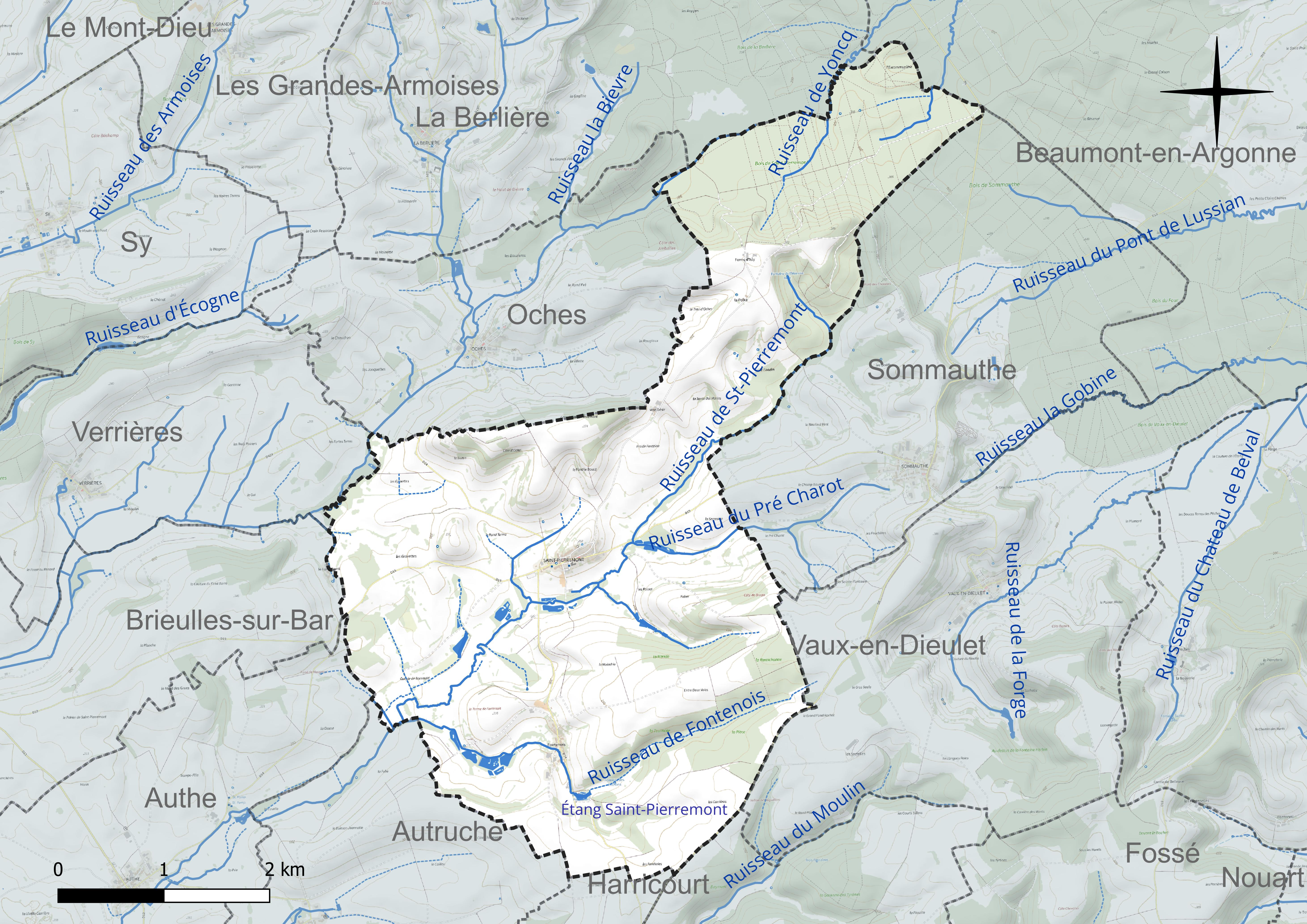
Réseau hydrographique de Saint-Pierremont.

Un plan d'eau complète le réseau hydrographique : l'étang Saint-Pierremont (0,6 ha),.

### Climat
Pour des articles plus généraux, voir Climat du Grand Est et Climat des Ardennes.
En 2010, le climat de la commune est de type climat de montagne, selon une étude du Centre national de la recherche scientifique s'appuyant sur une série de données couvrant la période 1971-2000. En 2020, Météo-France publie une typologie des climats de la France métropolitaine dans laquelle la commune est exposée à un climat océanique altéré et est dans la région climatique  Lorraine, plateau de Langres, Morvan, caractérisée par un hiver rude (1,5 °C), des vents modérés et des brouillards fréquents en automne et hiver. 
Pour la période 1971-2000, la température annuelle moyenne est de 9,7 °C, avec une amplitude thermique annuelle de 15,5 °C. Le cumul annuel moyen de précipitations est de 945 mm, avec 13,7 jours de précipitations en janvier et 9,4 jours en juillet. Pour la période 1991-2020, la température moyenne annuelle observée sur la station météorologique de Météo-France la plus proche, « Buzancy_sapc », sur la commune de Buzancy à 7 km à vol d'oiseau, est de 10,9 °C et le cumul annuel moyen de précipitations est de 862,0 mm. 
La température maximale relevée sur cette station est de 40,7 °C, atteinte le 25 juillet 2019 ; la température minimale est de −15,8 °C, atteinte le 20 décembre 2009,,. 
Les paramètres climatiques de la commune ont été estimés pour le milieu du siècle (2041-2070) selon différents scénarios d'émission de gaz à effet de serre à partir des nouvelles projections climatiques de référence DRIAS-2020. Ils sont consultables sur un site dédié publié par Météo-France en novembre 2022.

## Urbanisme

### Typologie
Au 1er janvier 2024, Saint-Pierremont est catégorisée commune rurale à habitat très dispersé, selon la nouvelle grille communale de densité à 7 niveaux définie par l'Insee en 2022.
Elle est située hors unité urbaine et hors attraction des villes,.

### Occupation des sols
L'occupation des sols de la commune, telle qu'elle ressort de la base de données européenne d’occupation biophysique des sols Corine Land Cover (CLC), est marquée par l'importance des territoires agricoles (74 % en 2018), une proportion identique à celle de 1990 (74 %). La répartition détaillée en 2018 est la suivante : 
prairies (36,7 %), terres arables (28,7 %), forêts (26 %), zones agricoles hétérogènes (8,6 %). L'évolution de l’occupation des sols de la commune et de ses infrastructures peut être observée sur les différentes représentations cartographiques du territoire : la carte de Cassini (XVIIIe siècle), la carte d'état-major (1820-1866) et les cartes ou photos aériennes de l'IGN pour la période actuelle (1950 à aujourd'hui).

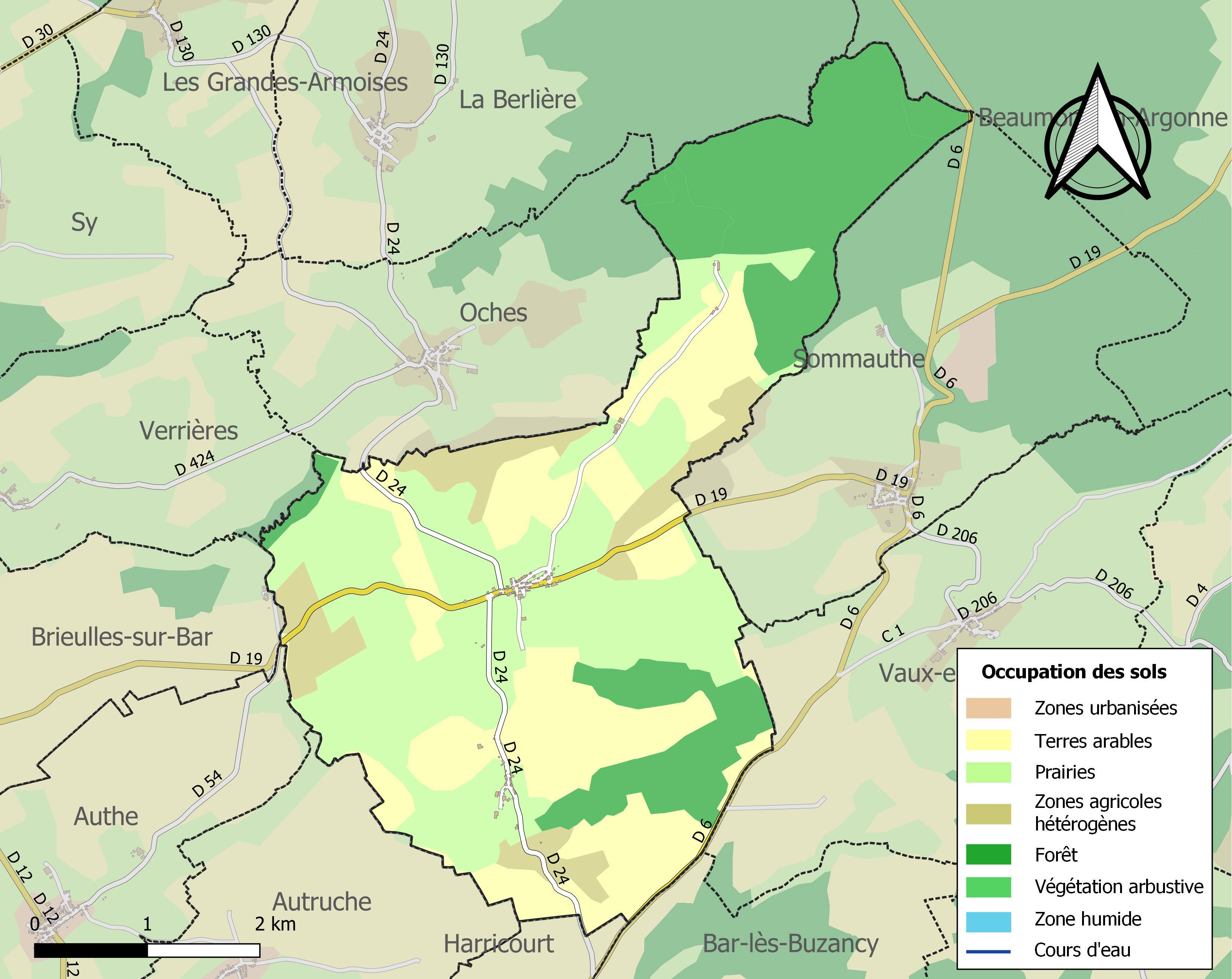
Carte des infrastructures et de l'occupation des sols de la commune en 2018 (CLC).

## Toponymie
Saint-Pierremont est un hagiotoponyme faisant référence à l'apôtre Pierre, l'église lui est dédiée.

## Histoire
Au cours de la Révolution française, la commune porta provisoirement le nom de Libremont.

## Politique et administration
| Période                                  | Période   | Identité       | Étiquette | Qualité           |
| ---------------------------------------- | --------- | -------------- | --------- | ----------------- |
| 1879                                     |           | Miquérol       |           |                   |
| mars 2001                                | mars 2008 | René Gilbin    |           |                   |
|                                          | mai 2020  | Michel Michaux |           | Retraité agricole |
| mai 2020                                 | en cours  | Loïc Lalonde   |           | Artisan           |
| Les données manquantes sont à compléter. |           |                |           |                   |

## Démographie
L'évolution du nombre d'habitants est connue à travers les recensements de la population effectués dans la commune depuis 1793. Pour les communes de moins de 10 000 habitants, une enquête de recensement portant sur toute la population est réalisée tous les cinq ans, les populations de référence des années intermédiaires étant quant à elles estimées par interpolation ou extrapolation. Pour la commune, le premier recensement exhaustif entrant dans le cadre du nouveau dispositif a été réalisé en 2008.

En 2022, la commune comptait 71 habitants, en évolution de −4,05 % par rapport à 2016 (Ardennes : −2,97 %, France hors Mayotte : +2,11 %).
| 1793 | 1800 | 1806 | 1821 | 1831 | 1836 | 1841 | 1846 | 1851 |
| ---- | ---- | ---- | ---- | ---- | ---- | ---- | ---- | ---- |
| 515  | 539  | 567  | 560  | 642  | 556  | 537  | 551  | 587  |

| 1866 | 1872 | 1876 | 1881 | 1886 | 1891 | 1896 | 1901 | 1906 |
| ---- | ---- | ---- | ---- | ---- | ---- | ---- | ---- | ---- |
| 510  | 433  | 413  | 426  | 438  | 450  | 406  | 348  | 320  |

| 1911 | 1921 | 1926 | 1931 | 1936 | 1946 | 1954 | 1962 | 1968 |
| ---- | ---- | ---- | ---- | ---- | ---- | ---- | ---- | ---- |
| 290  | 223  | 223  | 216  | 211  | 176  | 206  | 181  | 148  |

| 1975 | 1982 | 1990 | 1999 | 2006 | 2008 | 2013 | 2018 | 2022 |
| ---- | ---- | ---- | ---- | ---- | ---- | ---- | ---- | ---- |
| 114  | 114  | 100  | 112  | 99   | 95   | 74   | 72   | 71   |

## Culture locale et patrimoine

### Lieux et monuments
- Maison natale de Dom Mabillon inscrite au titre des monuments historiques en 1927[26].
- Maison forte de Saint-Pierremont.
- Église Saint-Pierre inscrite au titre des monuments historiques en 1926[27].

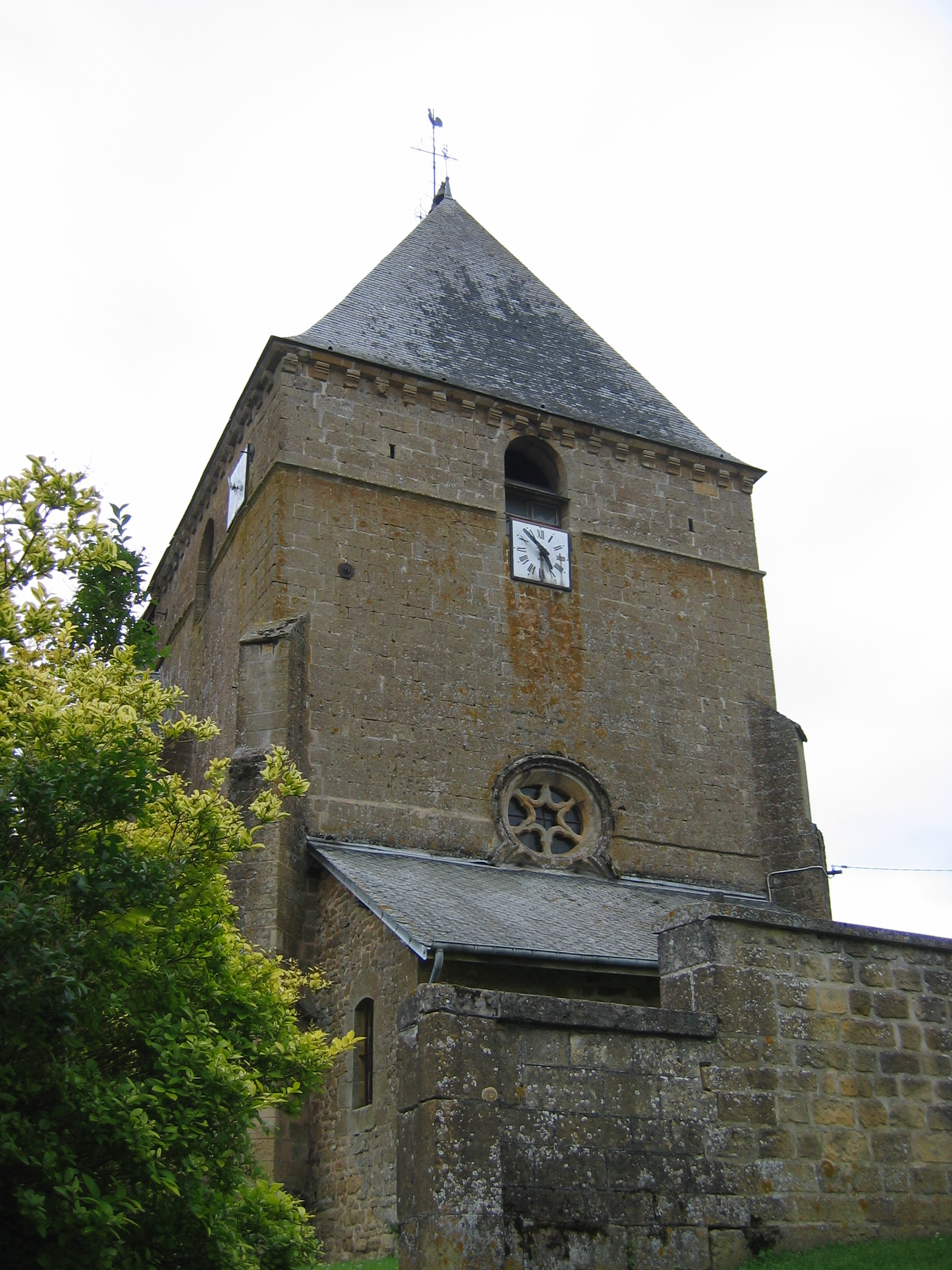
Église Saint-Pierre.
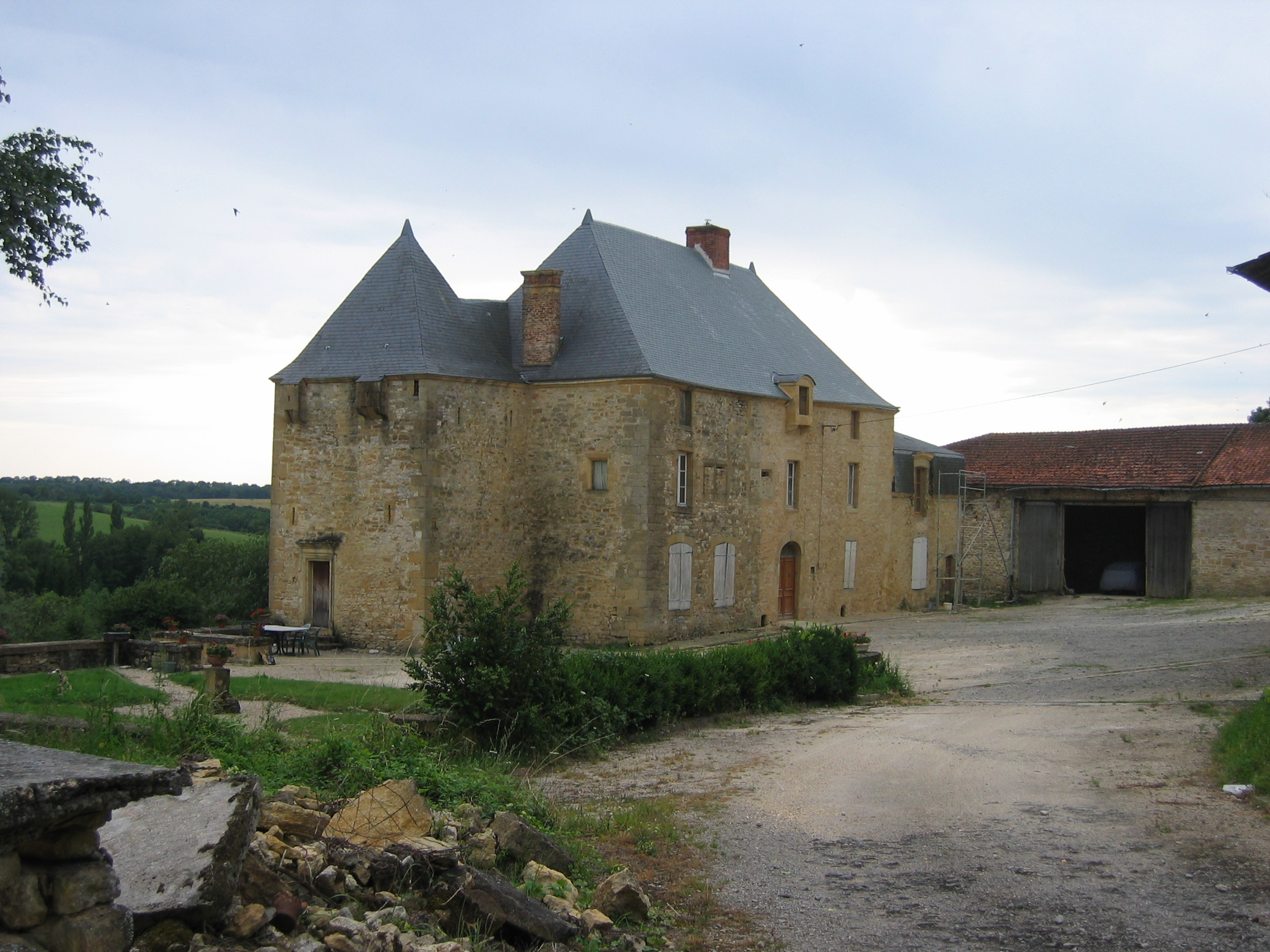
Ancienne maison forte.
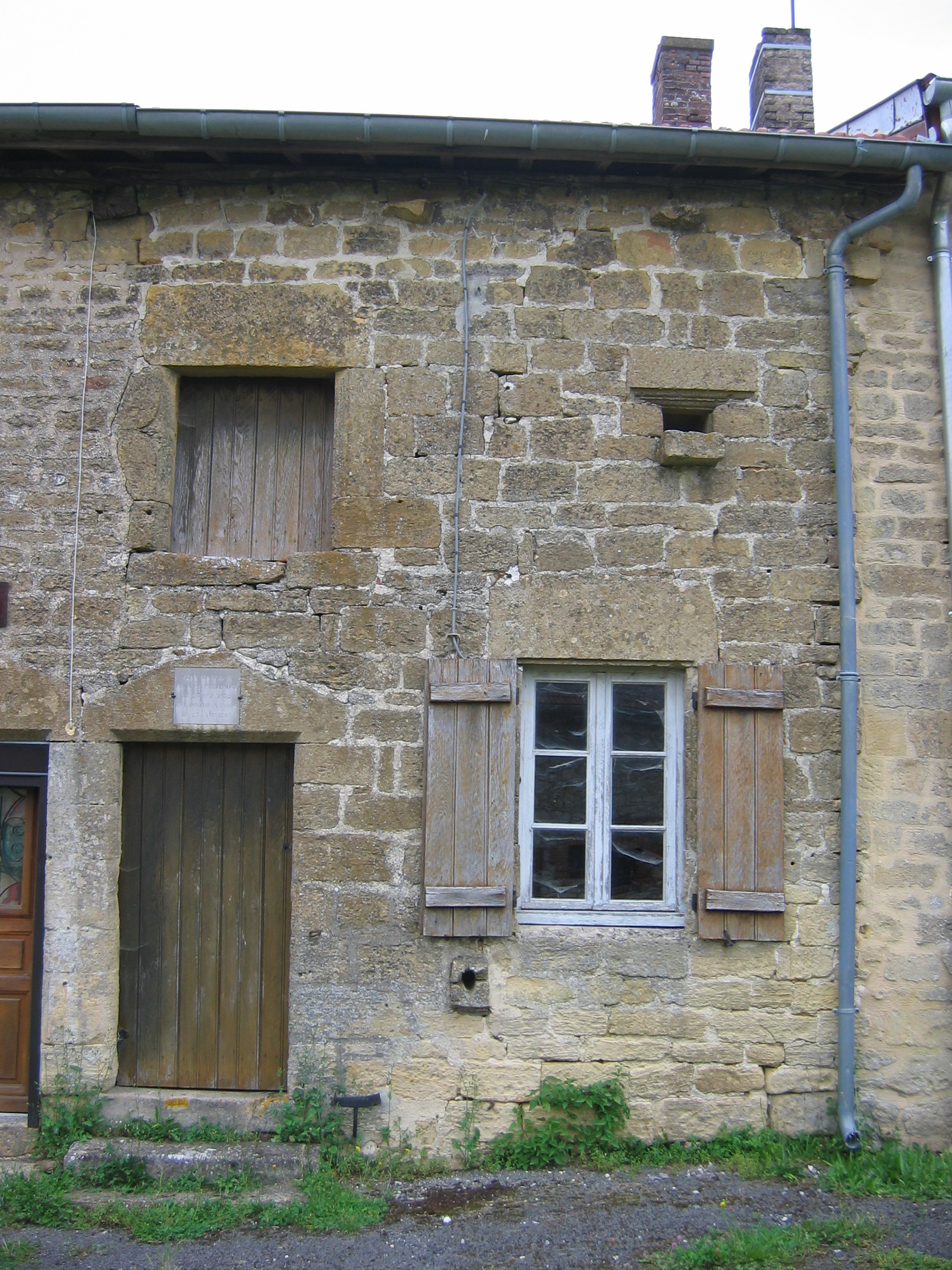
Maison natale de Jean Mabillon.

### Personnalités liées à la commune
Dom Jean Mabillon († 1707), moine bénédictin et érudit est né à Saint-Pierremont. Il est le fondateur de la diplomatique, science attachée à l'étude des actes. Il fut moine à l'abbaye de Saint-Remi de Reims puis à l'abbaye de Saint-Germain-des-Prés de Paris où il est enterré.

### Héraldique
| Armes de Saint-Pierremont | Les armes de Saint-Pierremont se blasonnent ainsi : D’argent à la croix de gueules, à l’écusson aussi d’argent brochant en cœur, au lion de sinople armé, lampassé et couronné de gueules. |